# Gustav Ammann
Gustav Ammann (Zúrich, 9 de julio de 1885-ibid., 23 de marzo de 1955) fue un arquitecto y paisajista suizo que desarrolló una arquitectura de carácter modernista.

## Biografía
Hijo del presidente de la corte de distrito, se crio en una finca dentro de un gran parque, el Bürgli de Zúrich. Cuando contaba dieciséis años, hizo el aprendizaje de jardinero en Zúrich. Desde 1905 hasta 1911 estudió en la escuela de Artes y Oficios de Magdeburgo. Al acabar su formación, empezó a trabajar para la compañía de Otto Froebel y Herederos, desempeñando un papel de arquitecto paisajista, empresa en la que permaneció hasta 1933. Allí coincidió con el también arquitecto paisajista Ernst Cramer, quien se encargaría años después de la formación de un joven Richard Neutra. En aquellos años se vinculó asimismo al Swiss Werkbund.
En 1934 estableció su propio estudio en Zúrich. A partir de aquellos momentos trabajó con algunos de los más importantes arquitectos suizos del momento, como Max Frisch, Max Ernst Haefeli o Werner Max Moser, miembros éstos de los CIAM.
Entre las obras ejecutadas destacan numerosos proyectos de jardines y parques, asociados estos al modernismo. Igualmente publicó un libro titulado “Floración de jardines”. Y tras la Segunda Guerra Mundial sus obras se convertirían en ejemplares para llevar a cabo la reconstrucción de Europa.

## Obras
- Siedlung Neubühl, Zúrich (1930-1932 )
- Freibad Allenmoos, Zúrich, (1936-1939)[2]
- Freibad Letzigraben (hoy Max Frisch Bad) Zúrich (1947-1949 ),[3] en colaboración con el escritor Max Frisch.